# Нероновское гонение

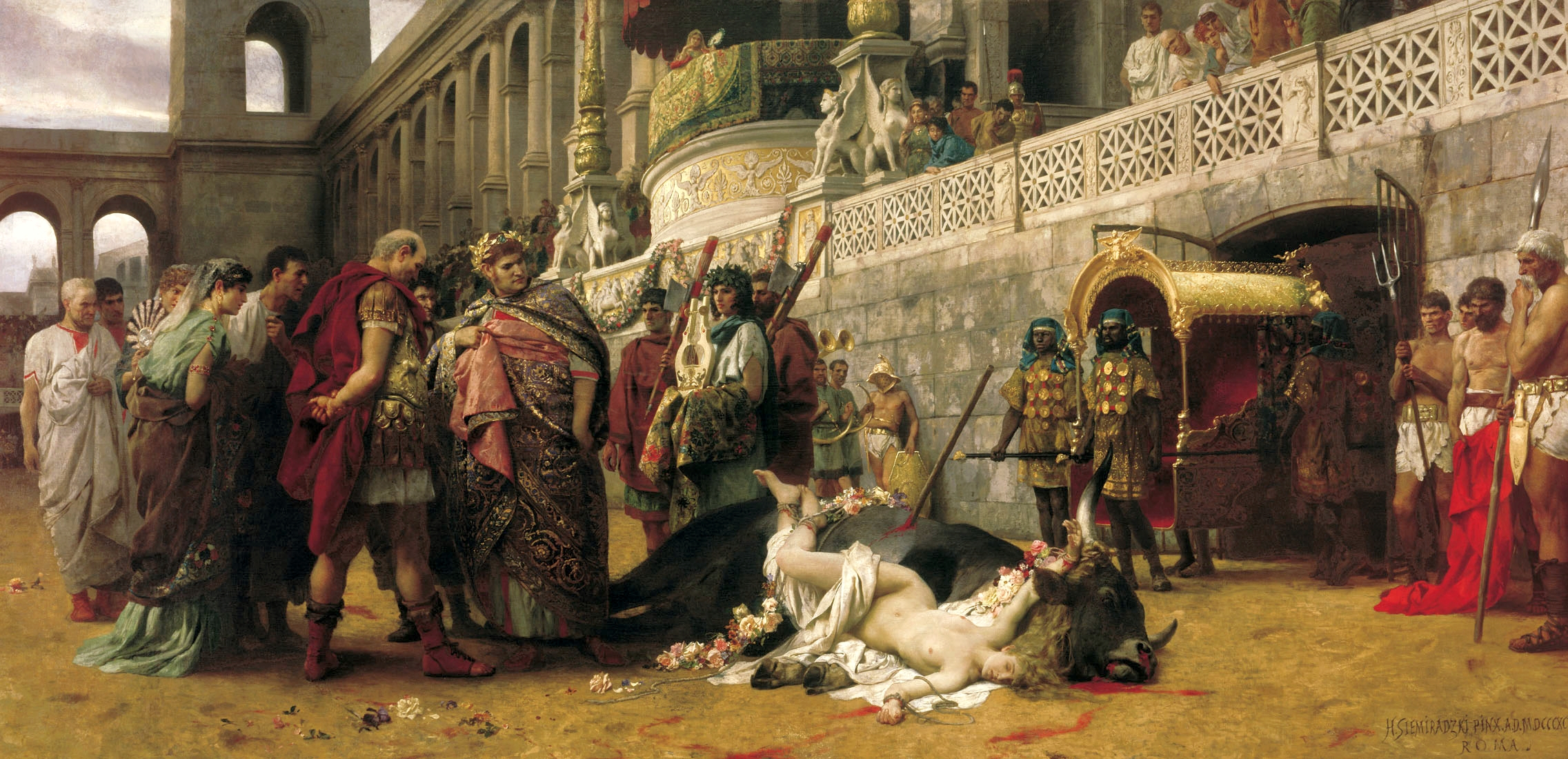
«Христианская Дирцея в цирке Нерона». Генрих Семирадский, 1897, Национальный музей в Варшаве

Нероновское гонение — первое известное преследование христиан в Римской империи в правление императора Нерона. О гонении известно только из «Анналов» Тацита, который указывает, что император обвинил христиан в поджоге Рима в 64 году. Согласно церковному преданию, в ходе последовавших репрессий были казнены апостолы Пётр и Павел. Раннехристианские источники о гонениях при Нероне прямо не упоминают.
Свидетельства о преследовании христиан в I веке крайне скудны. В Новом Завете о них сообщают 1Фес. 2:14—16, Рим. 8:35, 36, Мк. 13:9—13, Деян. 6:8 — 8:1 и 12:1—3, Откр. 2:13. Тематически к ним примыкают описание мученичества апостола от 70 Иакова в «Иудейских древностях» Иосифа Флавия (20.9.1) и в христианских апокрифах. Новозаветные тексты возлагают вину за преследования христиан на иудеев. Сведения о пожаре 64 года и его последствиях в христианских источниках отсутствуют. О Нероне, как примере дурного правителя, наряду с Домицианом (81—96), упоминают авторы III—IV веков Тертуллиан и Лактанций.

## По римским источникам
Упоминания об императорских распоряжениях, направленных против христиан, имеются у Светония, они относятся к 49 («Клавдий», 25.4) и 64 годам. Говоря о том, что при Нероне были «наказаны христиане, приверженцы нового и зловредного суеверия» («Нерон», 16.2), Светоний не связывает преследования с пожаром, прямо обвиняя в бедствии императора («Нерон», 38.2). Более информативен рассказ Тацита («Анналы», 15.44.2-8) о событиях, последовавших за начавшимся 18 или 19 июля пожаром. Поскольку пожар уничтожил как раз те районы, которые Нерон планировал перестроить в своих целях, в народе возникли подозрения. Чтобы отклонить от себя гнев толпы, император обвинил в поджоге христиан.

И вот Нерон, чтобы побороть слухи, приискал виноватых и предал изощрённейшим казням тех, кто своими мерзостями навлек на себя всеобщую ненависть и кого толпа называла христианами. Христа, от имени которого происходит это название, казнил при Тиберии прокуратор Понтий Пилат; подавленное на время это зловредное суеверие стало вновь прорываться наружу, и не только в Иудее, откуда пошла эта пагуба, но и в Риме, куда отовсюду стекается все наиболее гнусное и постыдное и где оно находит приверженцев. Итак, сначала были схвачены те, кто открыто признавал себя принадлежащими к этой секте, а затем по их указаниям и великое множество прочих, изобличённых не столько в злодейском поджоге, сколько в ненависти к роду людскому. Их умерщвление сопровождалось издевательствами, ибо их облачали в шкуры диких зверей, дабы они были растерзаны насмерть собаками, распинали на крестах, или обречённых на смерть в огне поджигали с наступлением темноты ради ночного освещения.
— Анналы XV.44
Согласно распространённому в современной историографии мнению, данный фрагмент «Анналов», как минимум частично, является вставкой IV века. В связи с рассказом Тацита обсуждаются два вопроса: почему Нерон в качестве «козла отпущения» избрал именно христиан, и как христиане были идентифицированы. Поскольку источники не приводят никаких дополнительных подробностей, исследователи прибегают к различным вариантам реконструкции социальной и политической жизни Рима периода ранней империи. По распространённому мнению (Петера Лампе и др.), на самом раннем этапе христианство представляло собой внутреннее еврейское явление. Вместе они были в 49 году изгнаны Клавдием из Рима. В то же время, Тацит не упоминает о какой-либо связи христиан с иудейской общиной. Английский историк Уильям Френд предполагает, что евреи, используя своё влияние при дворе, смогли перевести внимание властей на опасных для себя вероотступников. Учитывая, что в тот период евреи неоднократно становились источником беспокойства для римских властей, такая возможность вероятна.

## По христианским источникам

### Новый Завет и апокрифы
Признаком, характерным для новозаветных текстов, созданных после пожара Рима, исследователи называют негативное или критическое отношение к евреям. Так, за единственным исключением 2:13—16 в посланиях Павла отсутствует критика евреев. Создание некоторых новозаветных текстов церковная традиция прямо связывает с гонениями на христиан при Нероне. Общепризнанно, что в условиях преследований было написано Евангелие от Марка. В качестве вероятного времени и места создания указывают 65 год в Риме, хотя данное объяснение не единственное. Альтернативная датировка евангелия 69 или 70 годом обосновывается, помимо прочего, прекращением или отсутствием гонений при императоре Веспасиане (69—79). Термин «гонение» (англ. persecution) предполагает систематический и продолжительный характер репрессий, что, по-видимому, в I веке, имело место только в правление Нерона.
Предметом продолжительной научной дискуссии является природа гонений, о которых идёт речь в Первом послании Петра, были ли они «официальными» или нет. Поскольку в XIX веке послание датировали до гонений при Нероне, которое считалось первым, научный консенсус был на стороне второй альтернативы, то есть под предполагаемым в послании конфликтом подразумевалась как-то межличностная неприязнь или спор. Сторонники противоположной гипотезы исходили из того, что масштабные репрессии в провинциях Малой Азии могли быть инициированы только центральной властью, а поводом им могло быть такое значительное событие, как пожар в столице империи. Рассматривалась также возможность того, что устроенный Нероном погром христиан мог примером для подражания в провинциях. В такой реконструкции римским чиновникам приписывалось активное участие в преследовании христиан. Поскольку ключевым моментом здесь была проблема правового статуса христиан при Нероне, который уточнить не удалось, в начале XX века дискуссия в данном направлении прекратилась.
В апокрифических «Деяниях Петра» смерть апостола наступает помимо воли императора, раздосадованного, что тому не назначили более суровое наказание. В самоуправстве Нерон обвинял префекта Агриппу. Гнев императора, согласно апокрифу, был вызван тем, что Пётр обратил в свою веру некоторых придворных. Повествование в «Деяниях», по-видимому, отражает не исторические сведения об отношениях Петра и Нерона, а более позднее предание о преследованиях христиан в то время. Авторы более поздних апокрифических рассказов о мученичестве Петра и Павла (Псевдо-Лин, Псевдо-Маркелл) также возлагают вину на Агриппу. Другой ранний апокриф «Деяния Павла» полностью возлагает ответственность за смерть апостола Павла на Нерона. Вероятно, ко времени составления обоих «Деяний», представление о казни обоих апостолов в один день ещё не сложилось.

### Церковная историография
В IV веке при написании своей «Церковной истории» Евсевий Кесарийский, повествуя о Нероновском гонении, опирался только на Тертуллиана, который писал: 
«Нерон был первым, кто стал преследовать наше учение, когда, покорив весь Восток, стал особенно свирепствовать в Риме. Мы хвалимся таким зачинателем гонений, ибо кто же, зная его, не подумает, что Нерон не осудил бы христианства, не будь оно величайшим благом».
В главе 2.25.3 он приводит ставшую затем основной версию, что в правление Нерона в Риме были казнены апостолы Пётр и Павел, первый через обезглавливание, второй посредством распятия. В свою очередь, в написанном в 211/212 годах трактате «De scorpiace» Тертуллиан опирался на рассказ Светония и «Деяния».

## Значение
Несмотря на крайне скудное освещение в источниках, по практически единодушному мнению историков, Нероновское гонение является одним из ключевых событий в истории христианства.